# Tân Uyên (Bình Dương)
Tân Uyên is een district in de Vietnamese provincie Bình Dương. Tân Uyên ligt aan de westoever van de rivier Đồng Nai. De hoofdplaats van Tân Uyên is Uyên Hưng. Bij de volkstelling van 2019 had de stad 251.694 inwoners.

## Administratieve eenheden
Tân Uyên besetaat uit verschillende administratieve eenheden. Tân Uyên bestaat uit drie thị trấns en negentien xã's.
- Thị trấn Uyên Hưng
- Thị trấn Tân Phước Khánh
- Thị trấn Thái Hòa
- Xã Bạch Đằng
- Xã Bình Mỹ
- Xã Đất Cuốc
- Xã Hiếu Liêm
- Xã Hội Nghĩa
- Xã Khánh Bình
- Xã Lạc An
- Xã Phú Chánh
- Xã Tân Bình
- Xã Tân Định
- Xã Tân Hiệp
- Xã Tân Lập
- Xã Tân Mỹ
- Xã Tân Thành
- Xã Tân Vĩnh Hiệp
- Xã Thạnh Hội
- Xã Thạnh Phước
- Xã Thường Tân
- Xã Vĩnh Tân